# Страдвик, Шепперд
Шепперд Страдвик (англ. Shepperd Strudwick; 22 сентября 1907 — 15 января 1983) — американский актёр театра, кино и телевидения 1930—1980-х годов.
В фильмах 1941—1946 годов Страдвик фигурировал под именем Джон Шепперд. За свою кинокарьеру Страдвик сыграл в таких фильмах, как «Памятный день» (1941), «Секрет доктора Рино» (1942), «Дом, милое убийство» (1946), «Очарование» (1948), «Жанна д’Арк» (1948), «Вся королевская рать» (1949), «Момент безрассудства» (1949), «Место под солнцем» (1951) и «По ту сторону разумного сомнения» (1956).
За свои актёрские работы Страдвик был удостоен двух номинаций на телевизионную премию «Эмми» и одной номинации на театральную премию «Тони».

## Ранние годы и начало карьеры
Шепперд Страдвик родился 22 сентября 1907 года в Хилсборо, Северная Каролина, США в знатной семье руководителя хлопчатобумажной фабрики. Два брата Страдвика, Клемент и Эдмунд, стали художниками.
После окончания средней школы в Линчберге он три года отучился в Университете Северной Каролины, намереваясь стать писателем. В университете он активно занимался спортом, любил плавание и теннис, а также увлекался чтением.
Он был одним из редакторов университетского журнала, а также вступил в университетский драматический театр Carolina Playmakers, и в конце концов сменил свою академическую специализацию на драматическое искусство. В студенческом театре вместе со Страдвиком играл музыкант и руководитель ансамбля Кей Кайсер, с которым их дружба продолжилась уже в Голливуде.
Во время обучения Страдвик сыграл в нескольких спектаклях, в том числе, выступал в летнем репертуарном театре в Мэне, После окончания учёбы в 1928 году Страдвик решил заняться профессиональной театральной карьерой, отправившись в Нью-Йорк.
В Нью-Йорке Страдвик начал работать курьером у актёра и продюсера Чарльза Коберна, который готовил к постановке возрождённую версию спектакля «Жёлтый жакет». К концу третьей недели работы Коберн сделал Страдвика дублёром в спектакле, а позднее Страдвик получил в нём постоянную роль.

## Театральная карьера
Всего за свою театральную карьеру, продлившуюся с 1928 по 1981 год, Страдвик сыграл на бродвейской сцене в 30 спектаклях.
В 1928 году продюсер и актёр Чарльз Коберн дал Страдвику небольшие роли в двух своих бродвейских пьесах «Жёлтый жакет» (1928—1929) и «Фальстаф» (1928—1929), где главные роли играл сам Кобурн вместе со своей женой актрисой Айвой Уиллс. В 1930-е годы Страдвик очень много работал на Бродвее, сыграв в спектаклях «Линия жизни» (1930—1931), «Оба наших дома» (1933) по пьесе Максвелла Андерсона, которая была удостоена Пулитцеровской премии, «Биография» (1934), «Мозаика» (1934), «Обтягивающие штаны» (1934), «Писательница» (1935), «Пусть свобода зазвенит» (1935—1936), «Конец лета» (1936) и «Великая леди» (1938). В 1937 году Страдвик играл одну из главных ролей Орландо в шекспировской пьесе «Как вам это понравится» (1937), где его партнёршей была первая жена Хелен Уинн. Позднее пара играла вместе в бродвейской постановке «Трёх сестёр» (1939), исполнив роли Вершинина и Ольги соответственно.
В 1950-е годы Страдвик вернулся на бродвейскую сцену, сыграв в спектаклях «Государственные дела» (1950—1952), «Летучая мышь» (1953) и «Дамы из коридора» (1953), а в конце десятилетия — «Ночной цирк» (1958), «Инцидент в пустыне» (1959) и «Только в Америке» (1959).
В 1962 году Страдвик играл одну из главных ролей Джорджа, «профессора истории, который ведёт войну со своей женой», в дневных постановках пьесы Эдварда Олби «Кто боится Вирджинии Вульф» (1962—1964), которая была удостоена Пулитцеровской премии. С этой ролью он затем в течение двух лет гастролировал по стране. Он также играл в спектаклях «Дьяволы» (1965—1966), «Галилео» (1967), а также «В деле Джея Роберта Оппенгеймера» (1969). Со спектаклем «Цена» (1968—1969) по пьесе Артура Миллера он выступал на Бродвее, в туре по стране и в Лондоне. В 1966 году в Центральном парке он сыграл в шекспировском спектакле «Мера за меру».
В 1970-е последовали роли в спектаклях «Пустынная песня» (1973), «Ноэль Кауард в двух тональностях» (1974) и «Чудачества соловья» (1976). Во время одного из своих последних появлений на Бродвее в декабре 1980 года Страдвик играл вместе с Ева Ле Гальенн в спектакле «Идём в гости к бабушке» (1981). Обозреватель «Нью-Йорк Таймс» Фрэнк Рич в своей рецензии написал об игре актера: «Мистер Страдвик великолепен, особенно в финальной сцене. Спокойно сидя в кресле, он медленно превращается из бодрого профессора на пенсии в немощного старика». За эту роль Страдвик был удостоен номинации на премию «Тони». Последний раз Страдвик появился на Бродвейской сцене в апреле 1981 года, когда заменил Гэри Меррилла в завоевавшем «Тони» спектакле «По утрам в семь» (1981).

## Кинематографическая карьера
В конце 1930-х годов 31-летний Страдвик, уже завоевавший репутацию крепкого театрального актёра, был приглашён в Голливуд. Привлечённая его способностью создавать образы любезных джентльменов в южном стиле, студия Metro-Goldwyn-Mayer заключила с ним контракт. Его первыми киноработами на MGM были биографические короткометражки — он сыграл главную роль венгерского врача Игнаца Филиппа Земмельвейса в завоевавшей «Оскар» картине «Чтобы матери могли жить» (1938), а также роль знаменитого мексиканского бандита XIX века Хоакина Мурьету в фильме «Хоакин Мурьета» (1938). Он даже пробовался на роль Эшли Уилкса в фильме «Унесенные ветром» (1939), которую в итоге сыграл Лесли Говард.
После этого последовали роли второго плана во второстепенных фильмах, среди них романтическая комедия с Мелвином Дугласом «Мимолётное знакомство» (1938) и пара фильмов из популярных серий — комедия «Мейзи в Конго» (1940) с Энн Сотерн и криминальная мелодрама «Странное дело доктора Килдэра» (1940) с Лью Эйрсом и Лайонелом Бэрримором. Его последним фильмом для MGM была авиационная военная драма с Робертом Тейлором «Авиазвено» (1940).
В 1941 году Страдвик ушёл со студии MGM, подписав контракт с 20th Century Fox. На новой студии продюсеры посчитали имя актёра слишком сухим и формальным для ведущего романтического артиста, и таким образом вплоть до 1947 года Шепперд Страдвик снимался в кино под именем Джон Шепперд. При этом на сцене он продолжал использовать своё реальное имя.
В первый год работы на студии 20th Century Fox Страдвик сыграл роли второго плана в четырёх фильмах, включая мелодраму с Лореттой Янг «Мужчины в её жизни» (1941), музыкальную комедию с Кэрол Лэндис «Девушка кадета» (1941), военную мелодраму с Клодетт Колбер и Джоном Пейном «Памятный день» (1941) и вестерн с Джин Тирни и Рэндольфом Скоттом «Белль Старр»(1941). Как отмечает историк кино Гэри Брамбург, в этих картинах Страдвик «показал потенциал исполнителя вторых главных ролей в компании в самыми красивыми актрисами своего времени, однако подняться до уровня ведущих романтических звёзд так и не смог».
Лучшим шансом для Страдвика подняться на более высокий уровень была заглавная роль в биографической драме «Возлюбленные Эдгара Аллана По» (1942), где его партнёршей была Линда Дарнелл. Однако, по словам Брамбурга, «несмотря на свои способности и хорошую игру, Страдвик так и остался актёром второго уровня». В том же году Страдвик сыграл вторую главную роль в хоррор-мелодраме «Секрет доктора Рено» (1942), приключенческой исторической мелодраме «Десять джентльменов из Вест-Пойнта» (1942) с участием Джорджа Монтгомери и Морин О’Хары, а также в криминальной комедии с Генри Фондой и Джин Тирни «Кольца на её пальцах» (1942). В 1943 году Страдвик сыграл важную роль лейтенанта Алексы Петровича, помощника командующего армией четников генерала Дражи Михаиловича, в военном фильме «Четники!» (1943).
Во время Второй мировой войны Страдвик служил в Военно-морском флоте.
В 1946 году Страдвик вернулся в Голливуд, где снова стал играть под своим настоящим именем. После роли второго плана в фильме нуар «Странный треугольник» (1946) Страдвик на некоторое время отправился на Бродвей, чтобы сыграть заглавную роль в спектакле «Кристофер Блейк» (1946—1947).
В 1948 году Страдвик вернулся в Голливуд, где сыграл роли второго плана — бригадного генерала в военном экшне «Эскадрилья истребителей» (1948) с Эдмондом О’Брайеном и Робертом Стэком, маркиза — в мелодраме с Дэвидом Нивеном «Очарование» (1948) и священника, отца Массье — в исторической драме Виктора Флеминга «Жанна д’Арк» (1948) с Ингрид Бергман в заглавной роли.
Как пишет историк кино Хэл Эриксон, «возможно, лучшей из его многочисленных киноролей был идеалистически настроенный доктор, который в финале картины убивает коррумпированного политика (Бродерик Кроуфорд), после чего погибает сам», в завоевавшем «Оскар» политической драме «Вся королевская рать» (1949). В том же году Страдвик сыграл роль гангстера в фильме нуар с Аланом Лэддом «Чикагский предел» (1949), у него также были роли второго плана в семейном вестерне с Робертом Митчемом «Рыжий пони» (1949) и в фильме нуар с Джеймсом Мейсоном «Момент безрассудства» (1949). В финале исторического триллера «Господство террора» (1949) Страдвик был голосом Наполеона Бонапарта, который появляется в кадре лишь спиной к зрителю.
В 1950 году Страдвик получил роли второго плана в музыкальной комедии с Фредом Астером «Давайте потанцуем» (1950) и в вестерне с Оди Мёрфи «Парень из Техаса» (1950). В 1951 году после роли провинциального адвоката в фильме нуар «Под прицелом» (1951) Страдвик сыграл богатого отца светской львицы (Элизабет Тейлор) в престижной драме Джорджа Стивенса «Место под солнцем» (1951) с Монтгомери Клифтом в главной роли.
После перерыва на работу на Бродвее Страдвик сыграл роль второго плана в фильме нуар Фритца Ланга «За пределами разумного сомнения»(1956) с Дэной Эндрюсом, в музыкально-биографической ленте «История Эдди Дучина» (1956) с Тайроном Пауэром и Ким Новак, психологическом триллере с Джоан Кроуфорд «Осенние листья» (1956) и в комедии с Джерри Льюисом «Растяпа» (1956). Вслед за этим последовали малозначимые картины — мелодрама «Этой ночью» (1957) и драма «Девушка в бегах» (1958).
Следующий раз Страдвик появился в кино в фильме ужасов «Жестокая полночь» (1963), после чего у него были малозначимые фильмы, такие как драма о дайверах «Отважная игра» (1958), драме на расовую тему «Рабы» (1968), фантастической комедии «Мониторы» (1969) и комедии «Полицейские и разбойники» (1973).

## Телевизионная карьера
С 1952 по 1982 год Страдвик сыграл в 169 эпизодах 52 различных телесериалов, включая «Первая студия» (1952—1958, 8 эпизодов), «Кульминация» (1956—1958, 4 эпизода), «Караван повозок» (1957), «Перри Мейсон» (1958), «Калифорнийцы» (1958), «Сансет-Стрип, 77» (1958), «Знакомьтесь с Макгроу» (1958), «Есть оружие — будут путешествия» (1960), «Сумеречная зона» (1960), «Защитники» (1962), «Другой мир» (1964, 3 эпизода), «Макмиллан и жена» (1971), «Наименование игры» (1971) и «Одна жизнь, чтобы жить» (1974—1976, 84 эпизода). Последний раз Страдвик сыграл на телевидении в 1982 году в эпизоде сериала «Медсестра».
Страдвик также играл в дневных мыльных операх  «Пока мир вращается», «Другой мир» и «Любовь к жизни» . Он дважды удостаивался номинаций на премию «Эмми» за роли второго плана в мыльных операх «Любовь к жизни» в 1951 году и «Одна жизнь, чтобы жить» в 1968 году.

## Актёрское амплуа и оценка творчества
Как отметила в «Нью-Йорк Таймс» кинообозреватель Дороти Гейтер, «Шепперд Страдвин был характерным актёром, который за свою 50-летнюю карьеру сыграл более 200 ролей в кино, театре и на телевидении».
По описанию историка кино Гэри Брамбурга, Страдвик был «высоким, аристократического вида, актёром с сонной красотой, его персонажи как будто источали подозрительность или скептицизм». У него была «тёмная, благородная внешность, но со слегка мрачным выражением лица, что, возможно, помешало ему достичь статуса исполнителя главных ролей звёздного уровня в кино. 
Страдвик добился большого успеха в театре, сыграв  более 35 главных ролей на сцене в Нью-Йорке, 28 – на гастролях и в региональных театрах, и 75 - в репертуарных театрах. 
В кино Страдвик получал роли главным образом второго плана. Он играл роли в диапазоне от «резких бесцеремонных, формальных офицеров и тихих, спокойных, успокаивающих врачей до культурных и очаровательных джентльменов». В послевоенные годы Страдвик крепко вошёл в колею характерных ролей, обычно играя отцов-патриархов, коррумпированных полицейских, священников и грамотных профессионалов. Он получил высокие оценки за работу в ряде фильмов, и на протяжении всей своей карьеры часто возвращался к своей первой любви -  театру».
В кино Страдвик сыграл в двух фильмах, получивших «Оскары» - «Вся королевская рать» (1949) и «Место под солнцем» (1951) .

## Личная жизнь
Шепперд Страдвик был женат четыре раза. В 1936 году Страдвик женился в Нью-Йорке на актрисе Хелен Уинн. В 1944 году у Шепперда и Уинн родился сын Шепперд Страдвик III Сын родился в 1944 году. В 1946 году они развелись. С 1946 вплоть до развода в 1958 году он был женат на Джейн Рэмси Страуб, а с 1960 по 1973 год – на актрисе Маргарет О’Нилл. В 1976 году Страдвик женился на Мэри Джеффри Шэннон, с которой прожил вплоть до своей смерти в 1983 году.

## Смерть
Шепперд Страдвик умер 15 января 1983 года в возрасте 75 лет в Нью-Йорке, Нью-Йорк, в своём доме от рака. У него остались жена и сын от первого брака.

## Фильмография
| Год         |     | Русское название                    | Оригинальное название                  | Роль                                                  |
| ----------- | --- | ----------------------------------- | -------------------------------------- | ----------------------------------------------------- |
| 1938        | ф   | Мимолетное знакомство               | Fast Company                           | Нед Морган                                            |
| 1938        | кор | Эти матери могли бы жить            | That Mothers Might Live                | доктор Семмелвелс                                     |
| 1938        | кор | Хоакин Мурьета                      | Joaquin Murrieta                       | Хоакин Мурьета                                        |
| 1940        | ф   | Мэйзи в Конго                       | Congo Maisie                           | доктор Джон Макуэйд                                   |
| 1940        | ф   | Странное дело доктора Килдара       | Dr. Kildare's Strange Case             | доктор Грегори «Грег» Лейн                            |
| 1940        | ф   | Авиазвено                           | Flight Command                         | лейтенант Джерри Бэннинг                              |
| 1940        | ф   | Путь в глуши                        | A Way in the Wilderness                | доктор Джозеф Колдбергер                              |
| 1941        | ф   | Белль Старр                         | Belle Starr                            | Эд Ширли (в титрах Джон Шепперд)                      |
| 1941        | ф   | Девушка кадета                      | Cadet Girl                             | Боб Мэллори (в титрах Джон Шепперд)                   |
| 1941        | ф   | Мужчины в её жизни                  | The Men in Her Life                    | Роджер Чевис (в титрах Джон Шепперд)                  |
| 1941        | ф   | Памятный день                       | Remember the Day                       | Дьюи Робертс (в титрах Джон Шепперд)                  |
| 1941        | ф   | Знамя ещё реет                      | Know for Sure                          | доктор Мортон (в титрах не указан                     |
| 1942        | ф   | Тайна доктора Рено                  | Dr. Renault's Secret                   | доктор Ларри Форбс (в титрах Джон Шепперд)            |
| 1942        | ф   | Любовь Эдгара Аллана По             | The Loves of Edgar Allan Poe           | Эдгар Аллан По (в титрах Джон Шепперд)                |
| 1942        | ф   | Кольца на её пальцах                | Rings on Her Fingers                   | Тод Фенвик (в титрах Джон Шепперд)                    |
| 1942        | ф   | Десять джентльменов из Уэст Пойнт   | Ten Gentlemen from West Point          | Генри Клэй (в титрах Джон Шепперд)                    |
| 1943        | ф   | Четники!                            | Chetniks                               | лейтенант Алекса Петрович (в титрах Джон Шепперд)     |
| 1946        | ф   | Дом, милое убийство                 | Home, Sweet Homicide                   | мистер Уоллес Сэнфорд (в титрах Джон Шепперд)         |
| 1946        | ф   | Странный треугольник                | Strange Triangle                       | Эрл Хьюбер, он же Мэтьюз (в титрах Джон Шепперд)      |
| 1948        | ф   | Очарование                          | Enchantment                            | Маркиз Дель Лауди                                     |
| 1948        | ф   | Эскадрилья истребителей             | Fighter Squadron                       | бригадный генерал Мел Гилберт                         |
| 1948        | ф   | Жанна Д'Арк                         | Joan of Arc                            | отец Жан Массье - судебный пристав Жанны / рассказчик |
| 1949        | ф   | Вся королевская рать                | All the King's Men                     | Адам Стэнтон                                          |
| 1949        | ф   | Чикагский предел                    | Chicago Deadline                       | Эдгар «Блэки» Фрэнчот                                 |
| 1949        | ф   | Момент безрассудства                | The Reckless Moment                    | Тед Дарби                                             |
| 1949        | ф   | Рыжий пони                          | The Red Pony                           | мистер Фред Тифлин                                    |
| 1949        | ф   | Господство террора                  | Reign of Terror                        | Наполеон Бонапарт (только голос, в титрах не указан)  |
| 1950        | ф   | Билли Кид. Парень вне закона        | The Kid from Texas                     | Роджер Джеймсон                                       |
| 1950        | ф   | Давайте потанцуем                   | Let's Dance                            | Тимоти Брайант                                        |
| 1950        | ф   | Три мужа                            | Three Husbands                         | Артур Эванс                                           |
| 1950—1955   | с   | Телевизионный театр «Филко»         | The Philco Television Playhouse        | разные роли(4 эпизода)                                |
| 1951        | ф   | Под прицелом                        | Under the Gun                          | Майло Брэгг                                           |
| 1951        | ф   | Место под солнцем                   | A Place in the Sun                     | Энтони Викерс                                         |
| 1952        | с   | Маленькие маленькие драмы           | Short Short Dramas                     | (1 эпизод)                                            |
| 1952        | с   | Последний звонок                    | Curtain Call                           | (1 эпизод)                                            |
| 1952        | с   | Театр Пулитцеровской премии         | Pulitzer Prize Playhouse               | Клифф Меттингер (1 эпизод)                            |
| 1952 —1956  | с   | Первая студия                       | Studio One                             | разные роли (8 эпизодов)                              |
| 1952—1958   | с   | Телевизионный театр «Крафта»        | Kraft Television Theatre               | разные роли (2 эпизода)                               |
| 1952 — 1962 | с   | Театр «Армстронга»                  | Armstrong Circle Theatre               | разные роли (4 эпизода)                               |
| 1953        | с   | Зеркальный театр «Ревлон»           | The Revlon Mirror Theater              | (1 эпизод)                                            |
| 1953        | с   | Опасность                           | Danger                                 | (1 эпизод)                                            |
| 1953        | с   | Телевизионный театр Goodyear        | Goodyear Television Playhouse          | (1 эпизод)                                            |
| 1953        | с   | Театр «Галф»                        | The Gulf Playhouse                     | (1 эпизод)                                            |
| 1953 —1955  | с   | Вы — там                            | You Are There                          | разные роли (6 эпизодов)                              |
| 1954        | тф  | Леди в темноте                      | Lady in the Dark                       | доктор Александер Брукс                               |
| 1954        | с   | Святая святых                       | Inner Sanctum                          | ведущий (1 эпизод)                                    |
| 1954 — 1955 | с   | Сборник                             | Omnibus                                | разные роли (2 эпизода)                               |
| 1956        | ф   | Осенние листья                      | Autumn Leaves                          | доктор Малкольм Каззенс                               |
| 1956        | ф   | За пределами разумного сомнения     | Beyond a Reasonable Doubt              | Джонатан Уилсон                                       |
| 1956        | ф   | История Эдди Дучина                 | The Eddy Duchin Story                  | Шерман Уодсворт                                       |
| 1956        | с   | Телеграфная служба                  | Wire Service                           | Дэвид (1 эпизод)                                      |
| 1956 — 1958 | с   | Кульминация                         | Climax!                                | разные роли (4 эпизода)                               |
| 1957        | ф   | Растяпа                             | The Sad Sack                           | генерал-майор Вандерлип                               |
| 1957        | ф   | Та ночь                             | That Night!                            | доктор Бернард Фишер                                  |
| 1957        | с   | Начальник порта                     | Harbormaster                           | Майкл Бенсон (1 эпизод)                               |
| 1957        | с   | Караван повозок                     | Wagon Train                            | полковник Шарль Е. Бошам (1 эпизод)                   |
| 1957—1958   | с   | Театр 90                            | Playhouse 90                           | разные роли (2 эпизода)                               |
| 1958        | ф   | Девушка в бегах                     | Girl on the Run                        | Джеймс Маккаллоу / Ральф Грэм                         |
| 1958        | с   | Калифорнийцы                        | The Californians                       | отец Хотзер (1 эпизод)                                |
| 1958        | с   | Перри Мейсон                        | Perry Mason                            | доктор Моррис (1 эпизод)                              |
| 1958        | с   | Сансет-Стрип, 77                    | 77 Sunset Strip                        | Джеймс Макколлоу (1 эпизод)                           |
| 1958        | с   | Следователь                         | The Investigator                       | Чарли Редман (1 эпизод)                               |
| 1958        | с   | Знакомьтесь с Макгроу               | Meet McGraw                            | Диллон Брент (1 эпизод)                               |
| 1958        | с   | Театр звёзд «Шлитца»                | Schlitz Playhouse of Stars             | Эллиотт Симпсон (1 эпизод)                            |
| 1959        | с   | Дальнейшие приключения Эллери Куина | The Further Adventures of Ellery Queen | (1 эпизод)                                            |
| 1959        | с   | В суде                              | On Trial                               | Эллиотт Симпсон (1 эпизод)                            |
| 1960        | с   | Есть оружие — будут путешествия     | Have Gun - Will Travel                 | полковник Бенджамин Нуньес (1 эпизод)                 |
| 1960        | с   | Шоу «Дюпона» с Джун Эллисон         | The DuPont Show with June Allyson      | Стенли Сидни (1 эпизод)                               |
| 1960        | с   | Сумеречная зона                     | The Twilight Zone                      | Питер Селден (1 эпизод)                               |
| 1960        | с   | Пьеса недели                        | Play of the Week                       | доктор Брюнер (1 эпизод)                              |
| 1960        | с   | Триллер                             | Thriller                               | Дуглас Килбёрн (1 эпизод)                             |
| 1960        | с   | «Дженерал моторс» представляет      | General Motors Presents                | Джеремия Брэкен (1 эпизод)                            |
| 1960        | с   | Час «Доу» великих тайн              | Dow Hour of Great Mysteries            | доктор Уэллс (1 эпизод)                               |
| 1960        | с   | Шоу Барбары Стэнвик                 | The Barbara Stanwyck Show              | Билл Моури (1 эпизод)                                 |
| 1960        | с   | Момент страха                       | Moment of Fear                         | (1 эпизод)                                            |
| 1960— 1961  | с   | Правдивая история                   | True Story                             | разные роли (2 эпизода)                               |
| 1960 —1962  | с   | Час «Юнайтед Стейтс Стил»           | The United States Steel Hour           | разные роли (3 эпизода)                               |
| 1962        | с   | Как вращается мир                   | As the World Turns                     | доктор Филд (1 эпизод)                                |
| 1962        | с   | Машина 54, где вы?                  | Car 54, Where Are You?                 | Гордон Пеннингтон (1 эпизод)                          |
| 1962        | с   | Защитники                           | The Defenders                          | Альфред Картер - старший (1 эпизод)                   |
| 1963        | ф   | Жестокая полночь                    | Violent Midnight                       | Адриан Бенедикт                                       |
| 1964        | с   | Медсестры                           | The Nurses                             | доктор Роджер Бартлетт (1 эпизод)                     |
| 1964        | с   | Другой мир                          | Another World                          | Джим Мэтьюз (3 эпизода)                               |
| 1964        | с   | Мистер Бродвей                      | Mr. Broadway                           | Гарольд Дрейпер (1 эпизод)                            |
| 1966        | тф  | Босиком в Афинах                    | Barefoot in Athens                     | Лайкон                                                |
| 1968        | ф   | Отважная игра                       | Daring Game                            | доктор Генри Л. Карлайл                               |
| 1969        | ф   | Мониторы                            | The Monitors                           | Терш Джетеракс                                        |
| 1969        | ф   | Рабы                                | Slaves                                 | мистер Стиллвелл                                      |
| 1971        | с   | Наименование игры                   | The Name of the Game                   | доктор Уизертон (1 эпизод)                            |
| 1971        | с   | Макмиллан и жена                    | McMillan & Wife                        | Радольф Димроуз (1 эпизод)                            |
| 1973        | ф   | Полицейские и разбойники            | Cops and Robbers                       | мистер Истпул                                         |
| 1973        | тф  | Человек без страны                  | The Man Without a Country              | министр Военно-морского флота                         |
| 1974—1976   | с   | Одна жизнь, чтобы жить              | One Life to Live                       | Виктор Лорд (84 эпизода)                              |
| 1976        | с   | Хроники Адамса                      | The Adams Chronicles                   | доктор Хупер (1 эпизод)                               |
| 1979        | с   | Специальное шоу NBC                 | NBC Special Treat                      | Саймон Пеппер (1 эпизод)                              |
| 1981        | тф  | Расстрел в Кентском университете    | Kent State                             | профессор Уоррен                                      |
| 1982        | с   | Медсестра                           | Nurse                                  | Уильям Мерсиер (1 эпизод)                             |